# William Degouve de Nuncques

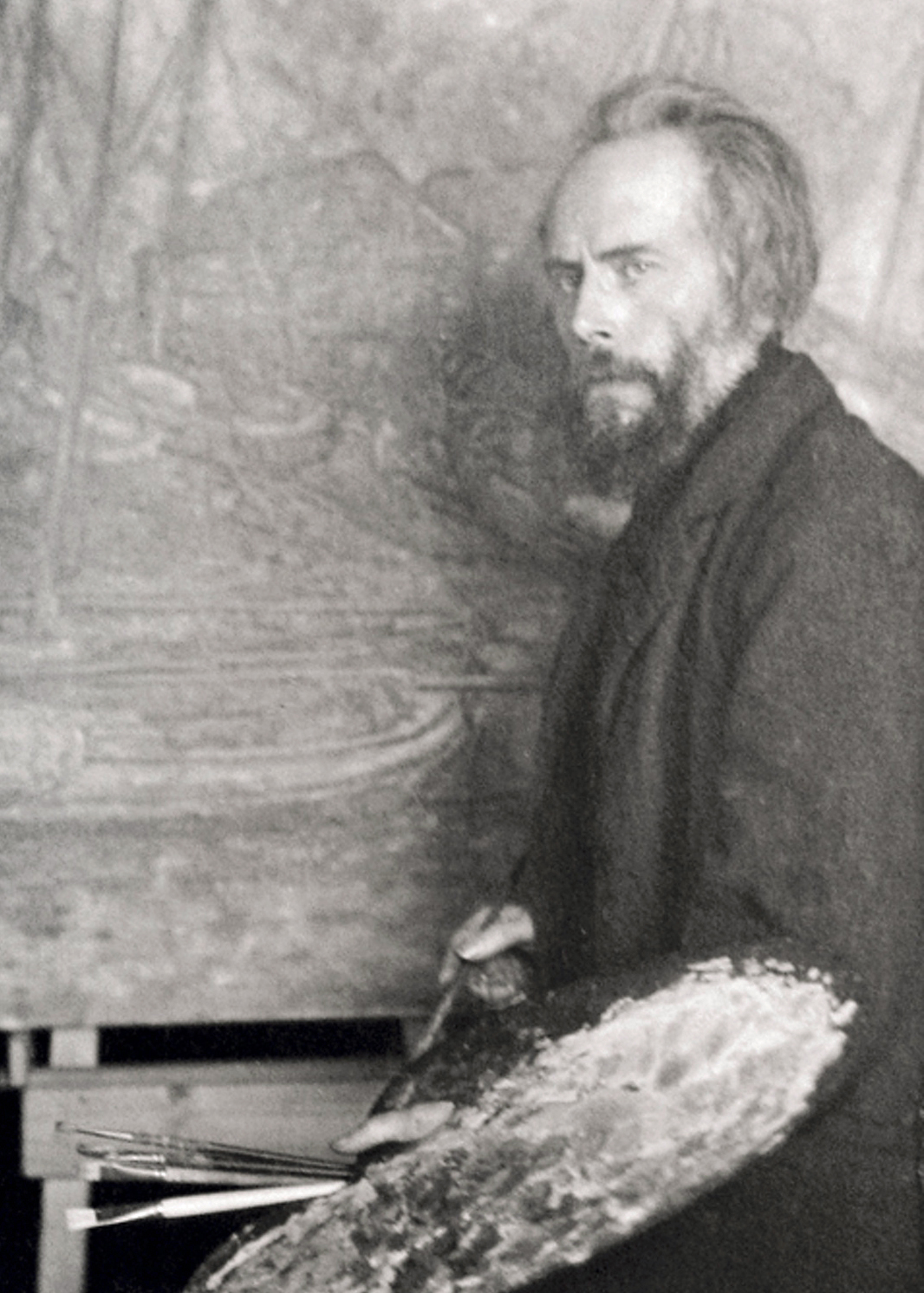
William Degouve de Nuncques

William Degouve de Nuncques (Monthermé, 28 februari 1867 – Stavelot, 1 maart 1935) was een Belgisch kunstschilder. Zijn schilderijen worden tot het symbolisme gerekend.

## Leven en werk
William Degouve de Nuncques stamt uit een oud Frans geslacht. Hij was als schilder grotendeels autodidact. Hij werd beïnvloed door Jan Toorop, met wie hij in 1883 een atelier deelde, door zijn vriend Pierre Puvis de Chavannes en door Henry de Groux. In 1894 trouwde hij met de kunstenares Juliette Massin die hem introduceerde bij de symbolisten.
Degouve de Nuncques nam regelmatig deel aan de activiteiten van de avant-gardistische Belgische kunstenaarsgroep Les XX en exposeerde zijn werk met leden van de kunstkring La Libre Esthétique. Bekende werken van hem zijn Het roze huis (1892, Kröller-Müller) en Pauwen (1896, Brussel, Koninklijke Musea voor Schone Kunsten van België).
William Degouve de Nuncques woonde van 1900-1902 op de Balearen. Tussen 1915 en 1919 woonde hij in Nederland, in Blaricum. In 1910 had hij een religieuze crisis. Aan het eind van zijn leven schilderde hij vooral sneeuwlandschappen. Hij is nog een tweede maal getrouwd na de dood van zijn eerste vrouw.

## Galerij

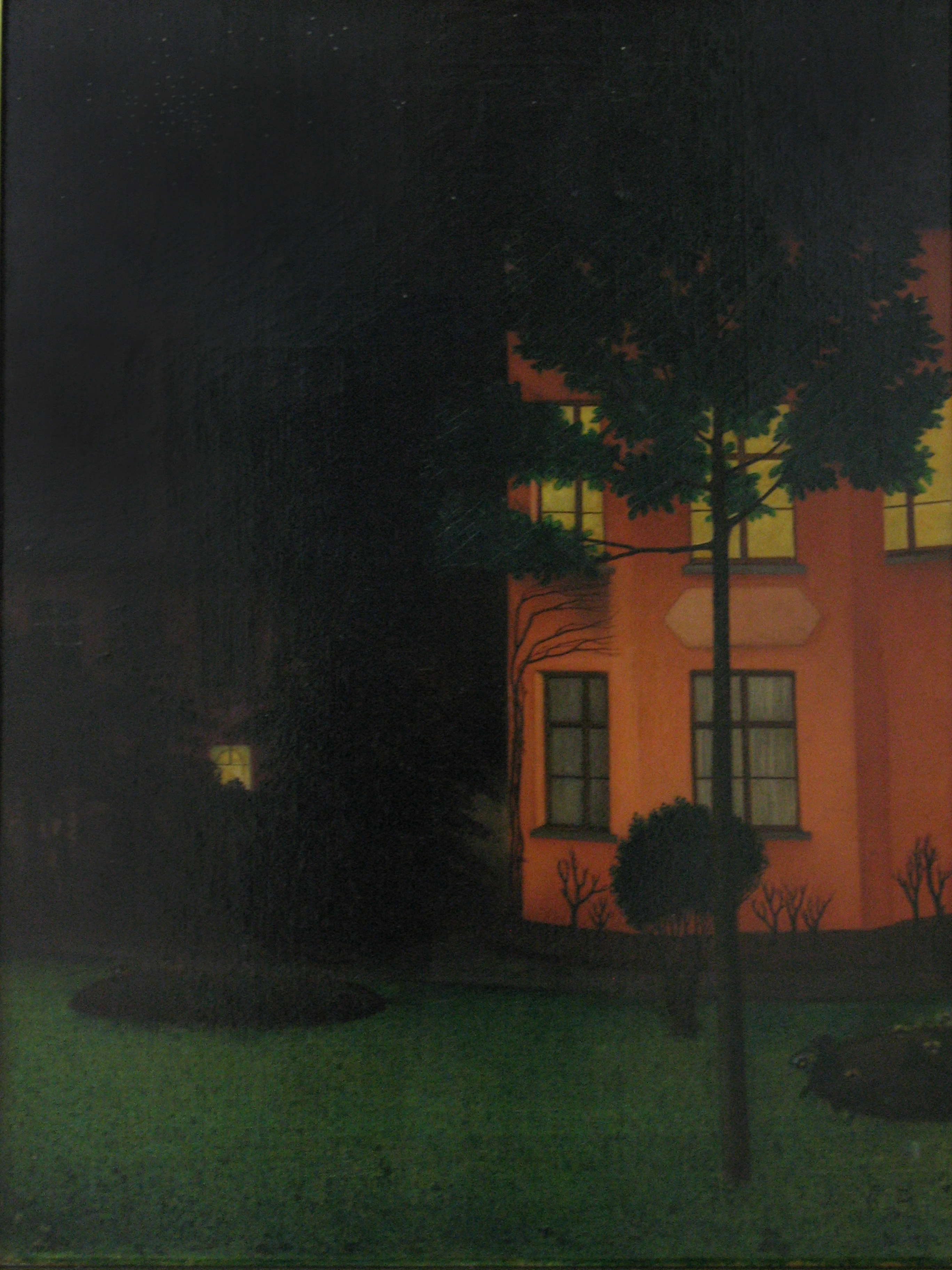
Het blinde huis (1892)
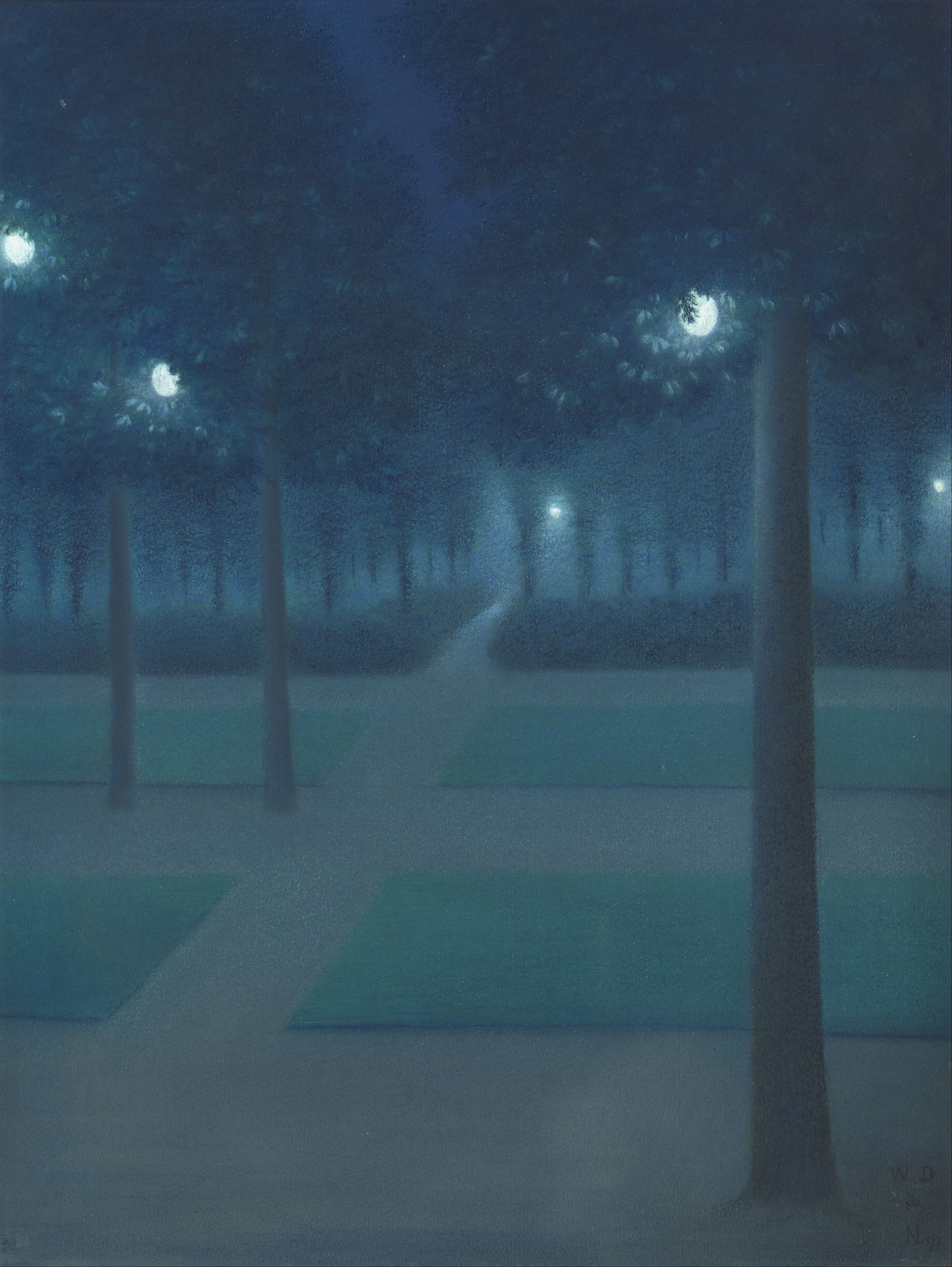
Nacht in het Warandepark (1897)
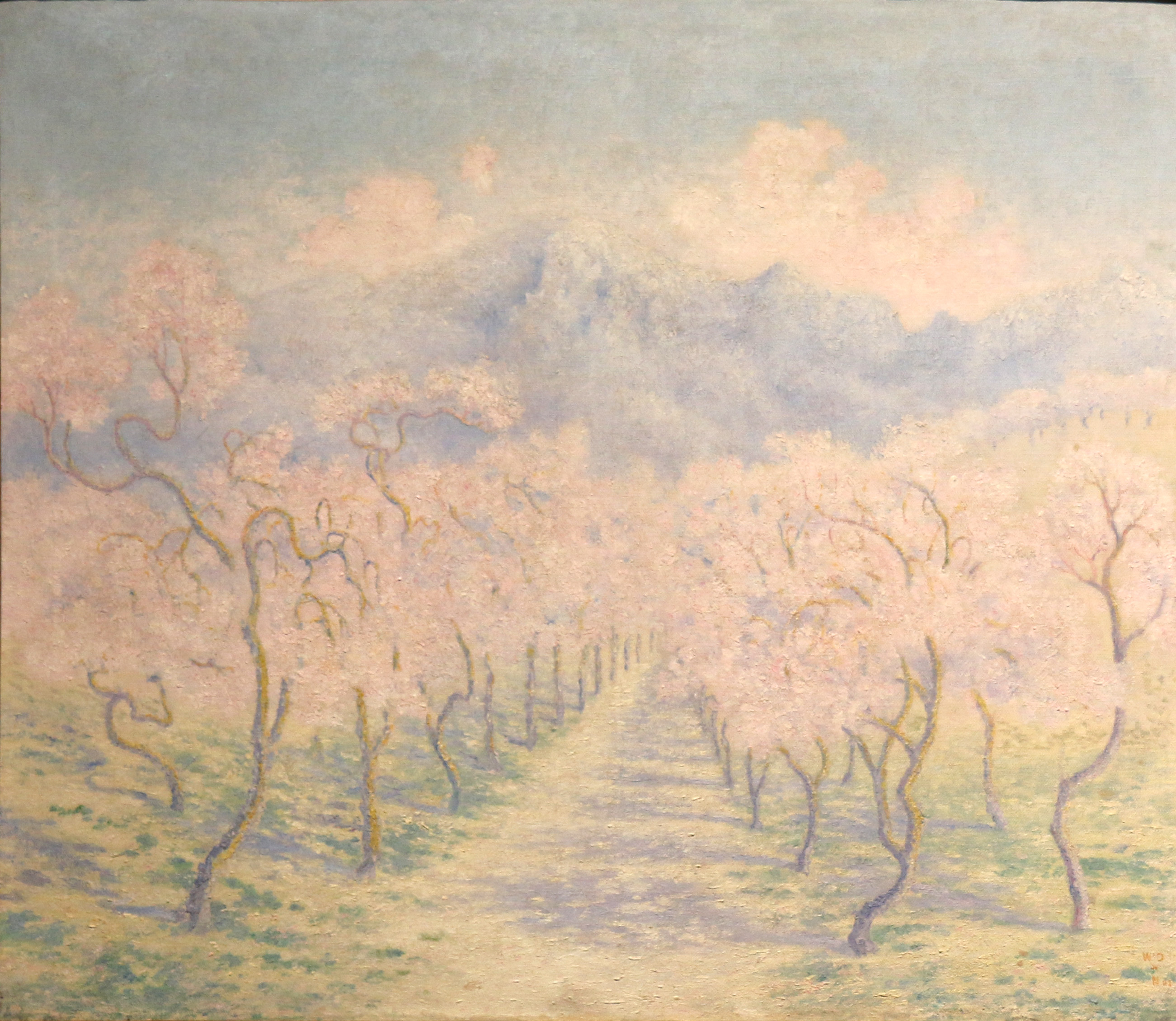
De amandelbomen (1902)
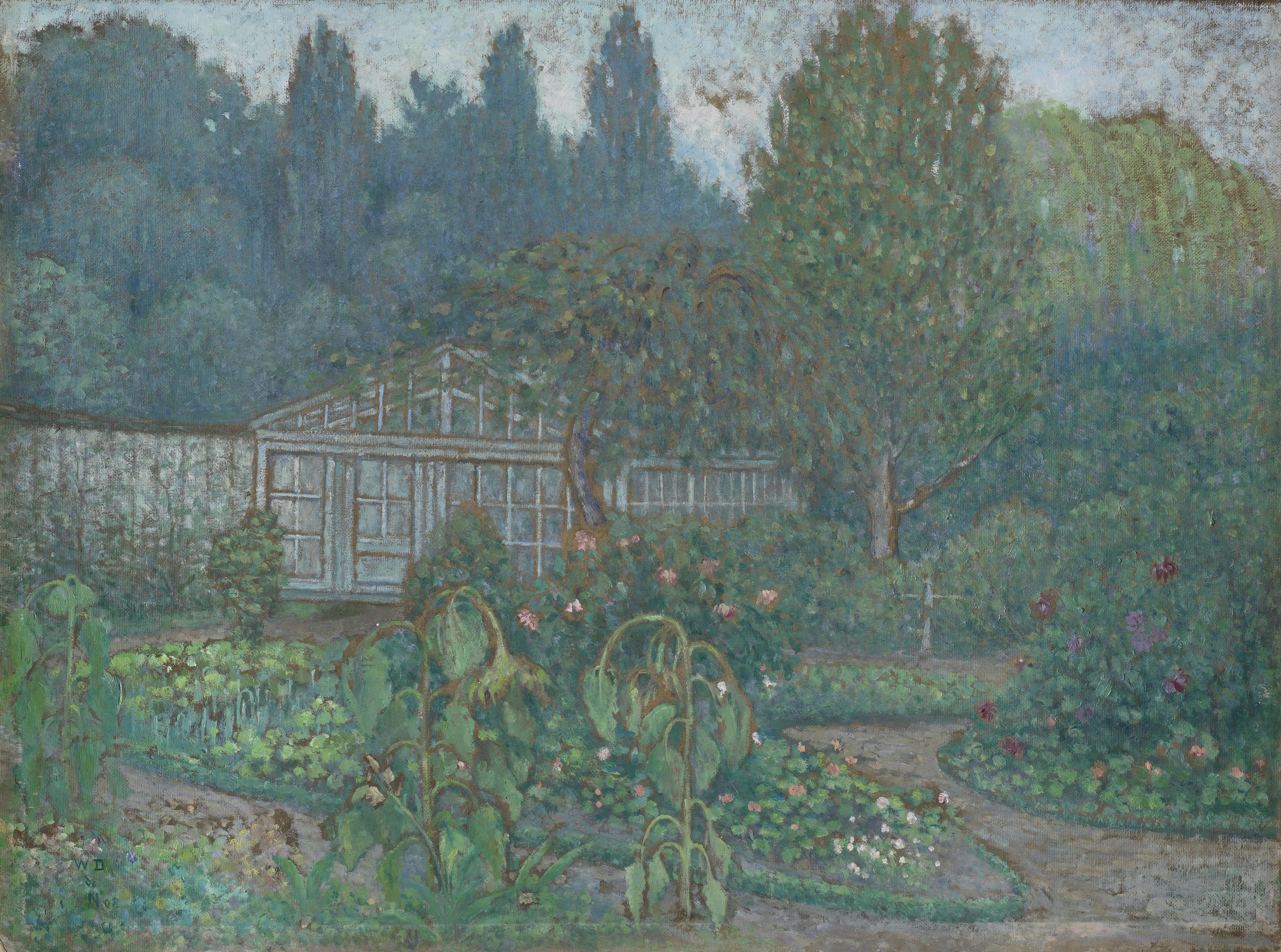
De serre (1908)
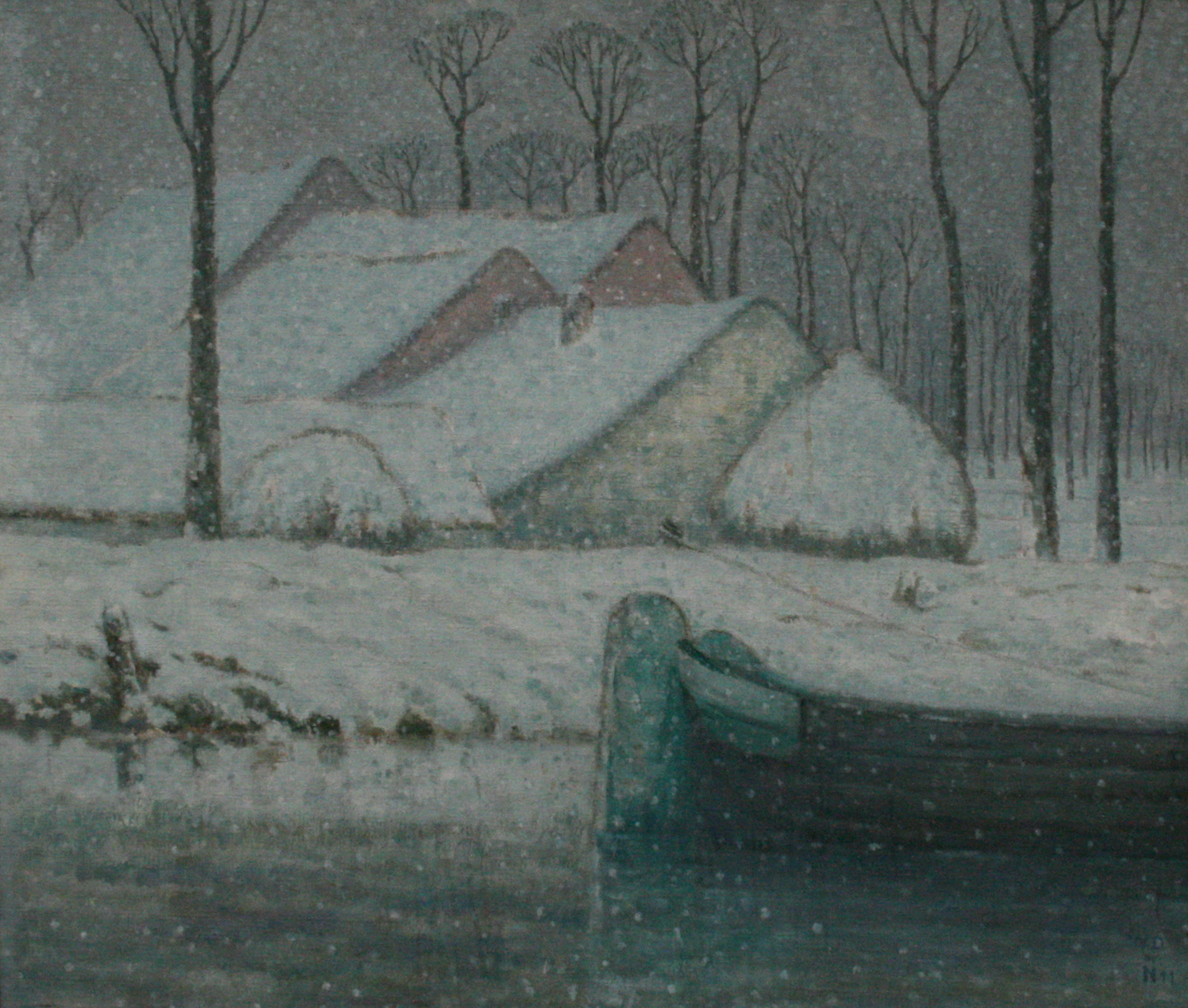
Sneeuwlandschap met schuit (1911)
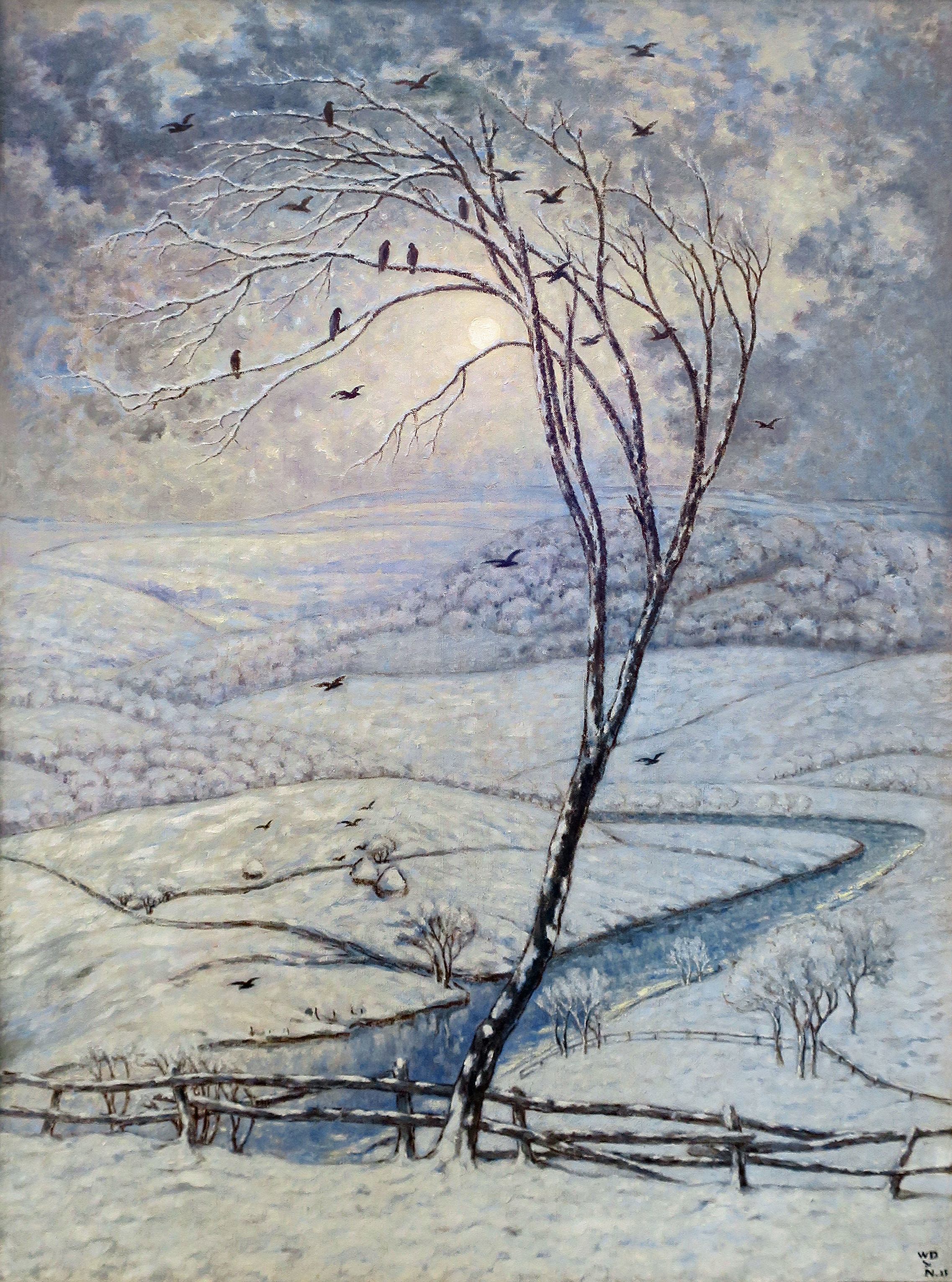
De raven (1925)

## Openbare collecties
- Kröller-Müller Museum in Otterlo
- Koninklijke Musea voor Schone Kunsten van België

- Bibliothèque nationale de France: cb13948288p (data)
- Catàleg d'autoritats de noms i títols de Catalunya: 981058614693606706
- Gemeinsame Normdatei: 101102364
- International Standard Name Identifier: 0000 0000 7720 8206
- Library of Congress Control Number: nr93006441
- MusicBrainz: 7a2c1f82-5194-4cea-9cd4-0785955fe31d
- Nederlandse Thesaurus van Auteursnamen: 073244856
- Réseau des bibliothèques de Suisse occidentale: 02-A020437851
- RKD-Nederlands Instituut voor Kunstgeschiedenis: 21431
- SNAC: w6281gnw
- Système universitaire de documentation: 079580084
- Union List of Artist Names: 500022649
- Virtual International Authority File: 61910237
- WorldCat: E39PBJtX9YB9vwh9cvdRxqX8G3